# Seututie 176
Pour les articles homonymes, voir Route 176.
La route régionale 176 (finnois : Seututie 176) est une route régionale allant de Loviisa à Lapinjärvi  en Finlande.

## Description
La Seututie 176, ou Lapinjärventie, est une route régionale à deux voies menant de Loviisa à Lapinjärvi. 
La route commence au rond-point de la route régionale 170 et traverse la rocade de Loviisa vers le nord. 
La route se termine à Lapinjärvi à la jonction de la route nationale 6. 
La route est longue de 20 km et sa vitesse limite varie entre 50 et 80 km/h.

## Parcours
- Loviisa]
- Lapinjärvi